# Język koya
Język koya – język naturalny należący do rodziny języków drawidyjskich. Jest językiem ojczystym dla około 300 tys. ludzi zamieszkujących południowe stany Indii. Zajmuje 37. miejsce wśród najczęściej używanych języków w Indiach (dane na 1991 r.).